# Kopřivná
Kopřivná (en allemand : Geppersdorf) est une commune du district de Šumperk, dans la région d'Olomouc, en République tchèque. Sa population s'élevait à 304 habitants en 2023.

## Géographie
Kopřivná se trouve à 4 km au sud de Hanušovice, à 8 km au nord-nord-ouest de Šumperk, à 55 km au nord-nord-ouest d'Olomouc et à 180 km à l'est de Prague.
La commune est limitée par Hanušovice au nord, par Velké Losiny et Rejchartice à l'est, par Bratrušov au sud, et par Bohdíkov à l'ouest.

## Histoire
La première mention écrite de la localité date de 1414.

## Administration
La commune se compose de deux sections :
- Kopřivná
- Lužná

## Transports
Par la route, Kopřivná se trouve à 15 km de Hanušovice, à 12 km de Šumperk, à 71 km d'Olomouc et à 212 km de Prague.